# Garrett Gerloff
Garrett Gerloff (Spring, Texas, Estados Unidos, 1 de agosto de 1995), es un piloto de motociclismo estadounidense que compite en el Campeonato Mundial de Superbikes a bordo de una Kawasaki Ninja ZX-10RR del equipo Kawasaki WorldSBK Team.

## Biografía
En 2018, Gerloff dio el salto al MotoAmerica Superbike de la mano del Monster Energy/Yamalube/Yamaha Factory Racing. En su primera carrera en la categoría en Atlanta logró subir al podio al terminar en el tercer puesto. Conssiguió además otros cuatro podios en la temporada que sumados a su regularidad le permitieron terminar su primara temporada en superbike en la quinta posición.
En 2019, Gerloff se mantuvo en el Monster Energy/Yamalube/Yamaha Factory Racing. Consiguió su primera victoria en el campeonato en la carrera 2 de Laguna Seca, a esta victoria le siguieron otras tres en las carreras 1 de Sonoma, Pittsburgh y New Jersey. Además de las cuatro victorias, consiguió once podios, cuatro poles y ocho vueltas rápidas que le permitierón terminar la temporada en la tercera posición detrás de Toni Elías y del campeón Cameron Beaubier.
En 2020, Gerloff llegó al Campeonato Mundial de Superbikes de la mano del GRT Yamaha WorldSBK Junior Team, montando una Yamaha YZF-R1. En su primera participación en el mundial en Australia terminó la carrera 1 en la decimocuarta posición. Al día siguiente no participó en las carreras superpole y la carrera 2 debidó a una caída en el warm up. Consiguió su primer podio en el mundial en la carrera 2 de Barcelona, luchó hasta el final de la carrera con el oficial de Yamaha, Michael van der Mark por el segundo puesto, terminando finalmente tercero. Este podio fue el primero de un piloto americano desde que Nicky Hayden terminará tercero en carrera 1 de Alemania en 2016. En la última ronda del campeonato en el Autódromo do Estoril, Gerloff tuvo su mejor actuación en el campeonato, clasificó en tercera posición y en la carrera 1 luchó con Chaz Davies y Jonathan Rea por el podio finalizando la carrera en la tercera posición. Al día siguiente en la carrera superpole terminó segundo detrás del el turco Toprak Razgatlıoğlu, el compañero de Razgatlıoğlu, Michael van der Mark término tercero, esta carrera fue histórica para Yamaha ya que tres pilotos de la marca comparon todas las posiciones de podio. Además de su participación en el Campeonato Mundial de Superbikes, Gerloff fue seleccionado por el Monster Energy Yamaha MotoGP como sustituto provisional de Valentino Rossi ya que el piloto italiano positivo de Covid-19 volvió a dar positivo días antes del Gran Premio de Europa. Gerloff disputó los entrenamientos libres del viernes del Gran Premio de Europa, terminando 15.º sobre piso mojado en el FP1 y 18.º sobre piso seco en el FP2 antes de que le permitieran a Valentino Rossi disputar lo que resta del gran premio.
El 23 de junio de 2021, el Petronas Yamaha SRT ante la baja por lesión de Franco Morbidelli necesitaba un sustituto, contactaron a Toprak Razgatlıoğlu pero este rechazo la invitación y por esta razón contactaron a Garrett Gerloff que sí aceptó la oferta. El 22 de julio se anunció la renovación del contrato de Gerloff con el GRT Yamaha para la temporada 2022.

## Resultados

### Motoamerica
(Carreras en negrita indica pole position, carreras en cursiva indica vuelta rápida)
| Año  | Marca  | 1       | 1     | 2     | 2     | 3       | 3       | 4     | 4     | 5     | 5     | 6     | 6     | 7     | 7     | 8     | 8       | 9     | 9       | 10    | 10      | Pts. | Pos. |
| Año  | Marca  | R1      | R2    | R1    | R2    | R1      | R2      | R1    | R2    | R1    | R2    | R1    | R2    | R1    | R2    | R1    | R2      | R1    | R2      | R1    | R2      | Pts. | Pos. |
| ---- | ------ | ------- | ----- | ----- | ----- | ------- | ------- | ----- | ----- | ----- | ----- | ----- | ----- | ----- | ----- | ----- | ------- | ----- | ------- | ----- | ------- | ---- | ---- |
| 2018 | Yamaha | ATL 3   | ATL 9 | AME 7 | AME 3 | VIR DNS | VIR DNS | RAM 3 | RAM 6 | LAG 4 | LAG 5 | UTA 4 | UTA 2 | SON 4 | SON 4 | PIT 2 | PIT Ret | NJE 7 | NJE 4   | BAR 7 | BAR Ret | 208  | 5.º  |
| 2019 | Yamaha | ATL Ret | ATL 9 | AME 3 | AME 4 | VIR 3   | VIR 2   | RAM 3 | RAM 3 | UTA 3 | UTA 3 | LAG 2 | LAG 1 | SON 1 | SON 2 | PIT 1 | PIT Ret | NJE 1 | NJE DNS | BAR 2 | BAR 2   | 316  | 3.º  |

### Campeonato Mundial de Superbikes

#### Por temporada
| Temp. | Motocicleta            | Equipo                          | Carreras | Victorias | Podios | Poles | V.Rap. | Pts. | Pos   |
| ----- | ---------------------- | ------------------------------- | -------- | --------- | ------ | ----- | ------ | ---- | ----- |
| 2020  | Yamaha YZF-R1          | GRT Yamaha WorldSBK Junior Team | 22       | 0         | 3      | 0     | 0      | 103  | 11.º  |
| 2021  | Yamaha YZF-R1          | GRT Yamaha WorldSBK Team        | 37       | 0         | 2      | 0     | 0      | 228  | 7.º   |
| 2022  | Yamaha YZF-R1          | GTYR GRT Yamaha WorldSBK Team   | 33       | 0         | 1      | 0     | 0      | 142  | 11.º  |
| 2023  | BMW M1000RR            | Bonovo Action BMW               | 36       | 0         | 0      | 1     | 0      | 144  | 12.º  |
| 2024  | BMW M1000RR            | Bonovo Action BMW               | 36       | 0         | 2      | 0     | 0      | 176  | 9.º   |
| 2025  | Kawasaki Ninja ZX-10RR | Kawasaki WorldSBK Team          | 9        | 0         | 0      | 0     | 0      | 14*  | 17.º* |
| Total |                        |                                 | 173      | 0         | 8      | 1     | 0      | 807  |       |

- * Temporada en curso.

#### Carreras por año
(Carreras en negrita indica pole position, carreras en cursiva indica vuelta rápida)
| Año  | Moto     | 1       | 1       | 1       | 2      | 2      | 2       | 3       | 3       | 3       | 4       | 4       | 4       | 5      | 5      | 5       | 6      | 6       | 6      | 7       | 7       | 7       | 8       | 8      | 8       | 9       | 9       | 9     | 10     | 10     | 10     | 11    | 11     | 11      | 12     | 12      | 12      | 13     | 13    | 13    | Pos.  | Pts. |
| Año  | Moto     | R1      | CS      | R2      | R1     | CS     | R2      | R1      | CS      | R2      | R1      | CS      | R2      | R1     | CS     | R2      | R1     | CS      | R2     | R1      | CS      | R2      | R1      | CS     | R2      | R1      | CS      | R2    | R1     | CS     | R2     | R1    | CS     | R2      | R1     | CS      | R2      | R1     | CS    | R2    | Pos.  | Pts. |
| ---- | -------- | ------- | ------- | ------- | ------ | ------ | ------- | ------- | ------- | ------- | ------- | ------- | ------- | ------ | ------ | ------- | ------ | ------- | ------ | ------- | ------- | ------- | ------- | ------ | ------- | ------- | ------- | ----- | ------ | ------ | ------ | ----- | ------ | ------- | ------ | ------- | ------- | ------ | ----- | ----- | ----- | ---- |
| 2020 | Yamaha   | AUS 14  | AUS DNS | AUS DNS | SPA 11 | SPA 8  | SPA 10  | POR 14  | POR 10  | POR 11  | SPA Ret | SPA 13  | SPA 10  | SPA 11 | SPA 13 | SPA 10  | SPA 8  | SPA 5   | SPA 3  | FRA Ret | FRA 8   | FRA 8   | POR 3   | POR 2  | POR Ret |         |         |       |        |        |        |       |        |         |        |         |         |        |       |       | 11.º  | 103  |
| 2021 | Yamaha   | SPA 9   | SPA 3   | SPA 7   | POR 4  | POR 4  | POR Ret | ITA 12  | ITA 8   | ITA 5   | GBR 7   | GBR 5   | GBR 2   | NED 6  | NED 8  | NED Ret | CZE 6  | CZE 6   | CZE 8  | SPA 9   | SPA 9   | SPA Ret | FRA 11  | FRA 13 | FRA 9   | SPA Ret | SPA 8   | SPA 7 | SPA 10 | SPA C  | SPA 10 | POR 6 | POR 8  | POR 5   | ARG 7  | ARG 7   | ARG 8   | INA 11 | INA C | INA 6 | 7.º   | 228  |
| 2022 | Yamaha   | SPA 9   | SPA 10  | SPA 9   | NED 8  | NED 7  | NED Ret | POR DNS | POR DNS | POR DNS | ITA 8   | ITA 9   | ITA Ret | GBR 7  | GBR 10 | GBR 11  | CZE 10 | CZE 9   | CZE 18 | FRA 5   | FRA 8   | FRA 8   | SPA 3   | SPA 10 | SPA Ret | POR 10  | POR Ret | POR 9 | ARG 13 | ARG 13 | ARG 12 | INA 7 | INA 13 | INA 8   | AUS 6  | AUS 7   | AUS Ret |        |       |       | 11.º  | 142  |
| 2023 | BMW      | AUS 10  | AUS 15  | AUS 14  | INA 14 | INA 12 | INA 11  | NED 12  | NED 17  | NED 12  | SPA 9   | SPA 7   | SPA 10  | EMI 13 | EMI 9  | EMI 8   | GBR 7  | GBR Ret | GBR 9  | ITA 13  | ITA Ret | ITA 13  | CZE Ret | CZE 9  | CZE 20  | FRA 4   | FRA Ret | FRA 5 | SPA 8  | SPA 9  | SPA 10 | POR 4 | POR 8  | POR 4   | SPA 14 | SPA Ret | SPA 9   |        |       |       | 12.º  | 144  |
| 2024 | BMW      | AUS 9   | AUS 13  | AUS 8   | BAR 12 | BAR 17 | BAR 10  | NED 16  | NED 11  | NED 12  | MIS 12  | MIS Ret | MIS 18  | GBR 14 | GBR 14 | GBR 13  | CZE 8  | CZE 12  | CZE 12 | POR 4   | POR 11  | POR 8   | FRA 12  | FRA 6  | FRA 3   | ITA 8   | ITA 9   | ITA 4 | ARA 3  | ARA 5  | ARA 5  | EST 6 | EST 11 | EST Ret | SPA 10 | SPA 8   | SPA 7   |        |       |       | 9.º   | 176  |
| 2025 | Kawasaki | AUS Ret | AUS Ret | AUS 13  | POR 12 | POR 16 | POR 12  | NED 13  | NED 16  | NED 16  | ITA     | ITA     | ITA     | CZE    | CZE    | CZE     | MIS    | MIS     | MIS    | GBR     | GBR     | GBR     | HUN     | HUN    | HUN     | FRA     | FRA     | FRA   | ARA    | ARA    | ARA    | EST   | EST    | EST     | SPA    | SPA     | SPA     |        |       |       | 17.º* | 14*  |

- * Temporada en curso.

### Campeonato del Mundo de Motociclismo

#### Por temporada
| Temp. | Cat.   | Moto   | Equipo              | N.º | Carreras | Victorias | Podios | Poles | V.Ráp. | Pts | Pos  |
| ----- | ------ | ------ | ------------------- | --- | -------- | --------- | ------ | ----- | ------ | --- | ---- |
| 2021  | MotoGP | Yamaha | Petronas Yamaha SRT | 31  | 1        | 0         | 0      | 0     | 0      | 0   | 29.º |
| Total |        |        |                     |     | 1        | 0         | 0      | 0     | 0      | 0   |      |

#### Carreras por año
(Carreras en negrita indica pole position, carreras en cursiva indica vuelta rápida)
| Año  | Clase  | Moto   | 1   | 2   | 3   | 4   | 5   | 6   | 7   | 8   | 9      | 10  | 11  | 12  | 13  | 14  | 15  | 16  | 17  | 18  | Pos. | Pts. |
| ---- | ------ | ------ | --- | --- | --- | --- | --- | --- | --- | --- | ------ | --- | --- | --- | --- | --- | --- | --- | --- | --- | ---- | ---- |
| 2021 | MotoGP | Yamaha | QAT | DOH | POR | SPA | FRA | ITA | CAT | GER | NED 17 | EST | AUT | GBR | ARA | RSM | AME | ERO | ALG | VAL | 29.º | 0    |